# Separación Dominicana
La goleta Separación Dominicana fue la primera embarcación armada de la guerra de Independencia de la República Dominicana y es denominada ser la primera embarcación de la Marina de Guerra Dominicana. Fue capitaneada por el comandante Juan Bautista Cambiaso en la Batalla de Tortuguero.

## Enlaces externos

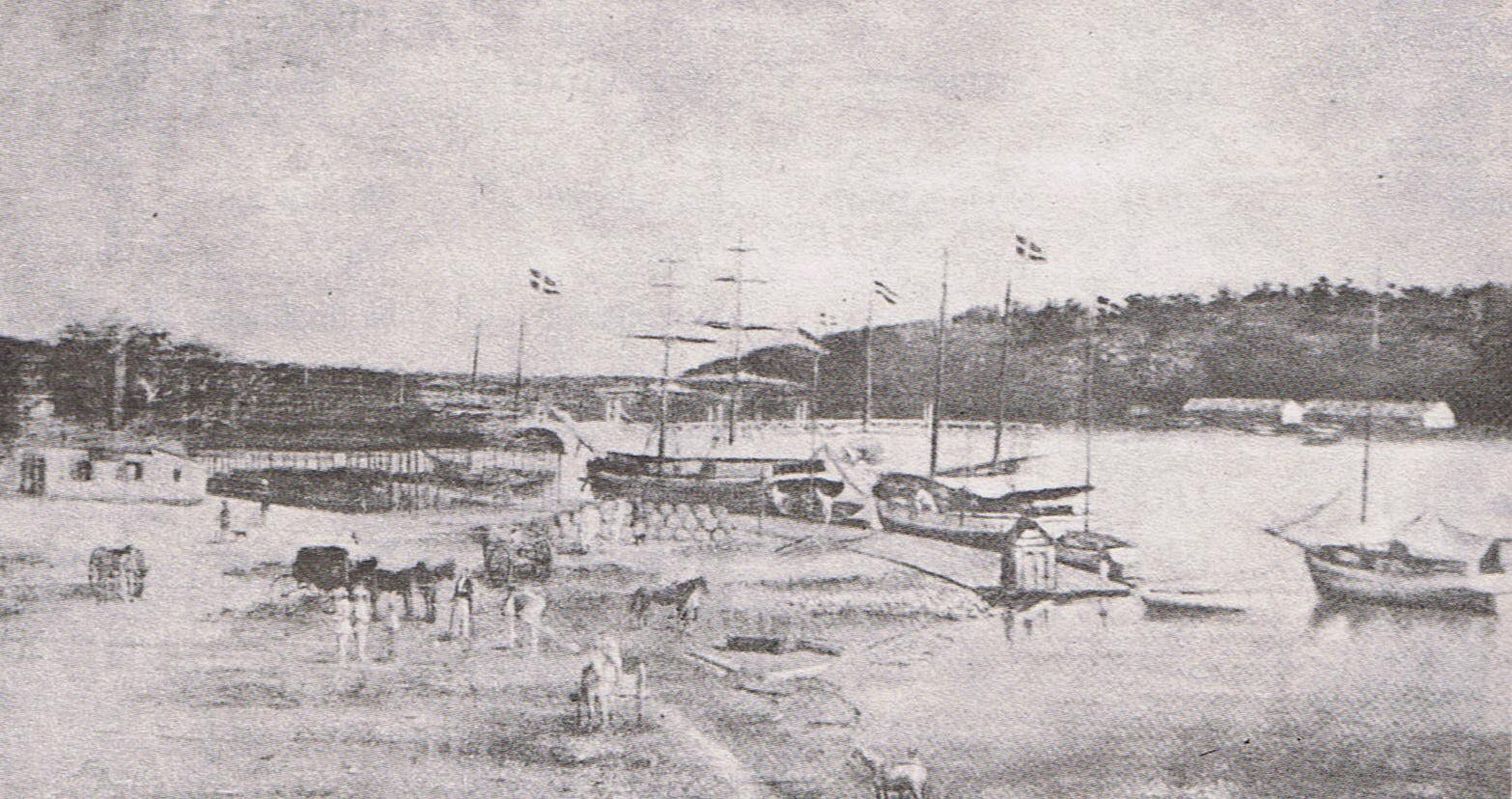
Las goletas Separación Dominicana, María Chica y San José en Santo Domingo, circa 1850.